# 공공단체
공공단체(公共團體)는 국가의 감독 아래 공공의 업무를 수행하는 법인 단체를 말한다. 공법인(公法人) 또는 ‘공법상의 법인’이라고도 한다.공법인은 수익사업으로 얻은 이익을 구성원에게 분배하는 것을 목적으로 하지 않으므로 회사가 아니다.
공공단체는 그 존립의 목적이 법률에 의하여 정해져 있고, 그 목적을 달성하기 위하여 필요한 한도에서 공권력(公權力)을 행사하는 권한이 인정된다. 반면에 그와 같은 국가적 목적을 수행하여야 할 의무가 부여되어 있으므로 해산의 자유가 인정되지 않으며, 국가의 특별한 감독을 받아야 하고 그 국가적 임무 및 사회적 기능에 비추어 사법상의 법인에 비해서 법령상 여러 가지 특색이 있다. 다만, 같은 공동단체라 하더라도 공권력을 부여하는 양태나 국가적 감독에 복종하는 정도 같은 것은 당해 단체의 목적이나 사명에 따라서 다르므로, 어떠한 단체가 공공단체인가는 그 단체의 목적·조직·권한 등을 정하는 법령의 규정에 의하여 종합적으로 판단하여야 한다.

## 종류
일반적으로 공공단체라 하면 지방자치단체·공공조합·영조물법인(營造物法人) 등을 말하며, 이들 공공단체는 넓은 의미에서 국가행정조직의 일부를 구성한다고 볼 수 있다.
지방자치단체
일반 지방자치단체와 특별 지방자치단체가 있다. 일반 지방자치단체에는 상급 지방자치단체인 특별시·광역시 및 도가 있고, 하급 지방자치 단체인 시·군이 있다. 특별 지방자치단체로는 시·군 조합과 같은 지방자치단체조합과 교육구가 있다.
공공조합
‘공사단(公社團)’이라고도 하며, 일정한 조합원 또는 사원을 구성요소로 하는 사단법인(社團法人)으로서 예를 들면, 농지개량조합·의료보험조합·농업협동조합·수산업협동조합·재향군인회 등이 있다.
영조물법인
인적·물적 수단의 결합을 통하여 특정한 공공목적을 계속적으로 수행하는 공법상의 인격이 부여된 종합적시설로서 한국조폐공사·대한주택공사·대한석탄공사·한국관광공사·농어촌진흥공사·대한무역진흥공사·한국도로공사·한국가스공사·한국방송공사·한국은행·한국산업은행·종소기업은행·한국외환은행·대한적십자사·대한교원공제회 등이 있다.

## 같이 보기
- 관청
- 독립기관